# Ferdinand (film)
Ferdinand è un film d'animazione del 2017 diretto da Carlos Saldanha, prodotto da Blue Sky Studios e 20th Century Fox Animation. È basato sul libro La storia del toro Ferdinando di Munro Leaf del 1936.

## Trama
Ferdinand è un vitello spagnolo nato in un allevamento di tori addestrati per le corride, che però viene preso in giro dagli altri vitelli: il veloce Bones, l'ansioso Guapo e il borioso Valiente, perché adora i fiori e odia combattere. Un giorno, dopo che il toro Raf, suo padre, partecipa a una corrida da cui non fa più ritorno, Ferdinand scappa via dall'allevamento e dopo un lungo viaggio raggiunge una casa dove abitano Juan, un floricoltore vedovo, e sua figlia Nina. Alcuni anni dopo, ormai divenuto un toro adulto, Ferdinand mantiene la sua indole pacifica, ma un giorno, a causa di un incidente, viene creduto pericoloso, e così viene riportato all'allevamento dove è nato. Lì, Ferdinando incontra i vitelli che in passato lo prendevano in giro, ormai diventati dei tori; e poi incontra una capra di nome Lupe, che vorrebbe essere la sua "coach", e tre astuti porcospini di nome Una, Dos e Cuatro. In un vano tentativo di fuggire per tornare a casa, Ferdinand si imbatte in una recinzione elettrica per poi incontrare un trio di cavalli dall'accento tedesco che gli dicono che lui non può andare dalla loro parte, altrimenti avvertiranno gli umani. Così Ferdinand ritorna alle stalle. Il giorno dopo, arriva El Primero, il più grande matador di tutta la Spagna, che fa sì che i tori vengano preparati per lui, così che il torero, vedendoli combattere possa sceglierne uno per la sua ultima corrida a Madrid.
Durante la selezione, Guapo sviene e, nel tentativo di aiutarlo, Ferdinand scatena un disastro tale che El Primero minaccia il padrone di casa, Moreno, di far in modo che nessun torero frequenti più il suo allevamento. Dopo alcuni insulti rivolti a Ferdinand, i tori si accorgono che Guapo viene portato via verso il mattatoio, siccome non viene più considerato idoneo. Bones incolpa Valiente di averlo ingannato, ma quest'ultimo si difende dicendo che Guapo non sarebbe mai arrivato all'arena, dopodiché dice a Ferdinand che ormai "O combatti, o sei ciccia". Ferdinand, invece, quella notte consola Bones, distrutto per la perdita del suo migliore amico, guadagnandosi il suo rispetto. Il giorno dopo si svolgono gli allenamenti, durante i quali Ferdinand aiuta Angus, un toro scozzese che non vede molto bene, a causa della pelliccia che ha davanti agli occhi, spostandogli il pelo in maniera tale da consentirgli la visione. Dopodiché si svolge una gara di ballo contro i cavalli, che i tori riescono a vincere. La loro gioia viene però interrotta da Valiente, che gli ricorda che hanno solo un'altra opportunità con El Primero. Quella notte, però, Ferdinand, dopo aver convinto Lupe ad andare con lui, riesce a convincere i porcospini ad aiutarli nella fuga, poco articolata e faticosa, attraverso la porta sul retro della casa.
Durante la fuga, Ferdinand vede appese a un muro le corna di tutti i tori che avevano lasciato l'allevamento in precedenza, comprese quelle di suo padre, scoprendo così con orrore e sgomento che nessun toro è mai riuscito a vincere la corrida. Sconvolto, il toro decide di tornare indietro e convincere gli altri tori a scappare con loro, ma il furibondo Valiente ritiene che Ferdinand sia un codardo e gli spiega rudemente che i tori o combattono o muoiono; subito dopo lo attacca. Nella furia della lotta, una delle corna di Valiente si rompe ed El Primero sceglie Ferdinand come toro per la corrida. Valiente viene poi mandato al mattatoio, ma per fortuna Ferdinand riesce a salvare sia lui (guadagnandosi finalmente il suo rispetto) sia Guapo, ancora non macellato. A quel punto comincia una frenetica fuga dall'allevamento fino alle strade di Madrid, dove alla fine Ferdinand si sacrifica per salvare gli altri. Nel frattempo, Nina viene a sapere che la corrida che avrà luogo è quella dove sarà Ferdinand, così lei e suo padre si precipitano a Madrid. Il toro viene portato all'Arena de Las ventas, dove Lupe, rimasta indietro con lui, lo incoraggia a combattere, pur sapendo che Ferdinand non lo farà mai.
Appena il toro viene liberato nell'arena, El Primero e i banderilleros compiono alcuni vani tentativi di far in modo che il toro combatta, pungendolo con le loro lance per farlo caricare verso il matador. Poco dopo la muleta si incastra nelle corna di Ferdinand e per un attimo la corrida pare sembrare un rodeo quando, dopo un tentativo andato a vuoto di recuperare la muleta, El Primero finisce sulla groppa del toro, il quale lo disarciona e lo fa volare nel posto di partenza del toro. El Primero però non si arrende e cerca ripetutamente di colpirlo con le banderillas, fino a quando non ferisce Ferdinand sulla spalla. In preda al dolore e alla rabbia, Ferdinand si impenna e inchioda il matador sollevandolo dalle spalline e guardandolo ferocemente sotto gli sguardi allibiti e spaventati della gente. Ma subito dopo, Ferdinand vede un fiore sotto il suo zoccolo e, ricordandosi chi è davvero e capendo di aver quasi perso la sua anima per via della collera, si siede di fronte al matador, quando quest'ultimo gli brandisce la spada contro.
Dopo un momento di esitazione, El Primero si appresta a finire il toro, ma la folla e persino Moreno, colpiti dall'atto di coraggio compiuto da Ferdinand, grida al matador di risparmiare il toro e di lasciarlo vivere. El Primero accetta quindi la sconfitta, ripone la spada, rivolge un ultimo cenno di rispetto a Ferdinand e poi si ritira a testa alta. Nina si precipita nell'arena per abbracciare il suo amico toro e gli altri tori osservano con ammirazione Ferdinand: l'unico toro ad aver vinto la corrida. Alla fine, Ferdinand, Nina e Juan tornano finalmente a casa accogliendo Lupe e gli altri tori nella loro fattoria, dove potranno vivere per sempre felici e contenti.

## Personaggi
- Ferdinand, il toro protagonista del film. È di indole pacifica e non gli interessa combattere, quindi viene preso in giro dagli altri, in seguito tutti gli altri tori diventeranno suoi amici, compreso Valiente, dopo che Ferdinand decide di salvarlo e sarà l'unico toro a vincere la corrida, un trionfo mai ottenuto da nessun altro toro, incluso suo padre. La sua razza è Toro de lidia.
- Nina, la figlia di Juan e padroncina di Ferdinand. Vuole molto bene a Ferdinand e lo protegge da tutto.
- Juan, un floricoltore che adotta Ferdinand.
- Paco, il cane di Juan e Nina. È geloso di Ferdinand, perché quest'ultimo viene trattato meglio di lui, ma in fondo anche lui tiene a Ferdinand. La sua razza è quella del Bearded Collie.
- Lupe, una capra "allenatrice di tori" che diviene la prima amica di Ferdinand. All'inizio lo sprona a essere un toro come gli altri ma poi decide di lasciare l'allevamento con lui e sarà l'unica a rimanere al suo fianco prima della corrida.
- Valiente, uno dei tori dell'allevamento dal carattere tronfio e competitivo (proprio come suo padre). Fin da cucciolo lui e i suoi compagni Guapo e Bones è inizialmente ostile a Ferdinand, ma poi viene salvato da quest'ultimo dal mattatoio insieme a Guapo dopo una rissa tra i due in cui perde una parte del corno.
- El Primero, è un torero dal carattere freddo e antagonista principale del film. Quando la gente gli urla di risparmiare Ferdinand lui accetta la sconfitta con onore.
- Bones, un toro non molto imponente ma notevolmente veloce. Insieme a Valiente e Guapo è inizialmente ostile a Ferdinand, ma poi lo aiuta nella fuga e sarà il primo toro a fare amicizia con Ferdinand, poiché quest'ultimo lo conforta dopo averlo notato piangere per il trasporto di Guapo al mattatoio.
- Guapo, un toro all'apparenza sicuro di sé, in realtà è molto ansioso. Insieme a Valiente e Bones è inizialmente ostile a Ferdinand come gli altri, ma poi viene salvato da quest'ultimo dal mattatoio e diventa suo amico.
- Angus, un toro scozzese che, come Maquina, viene aggiunto agli altri bovini della Casa del Toro. Ha un ciuffo davanti agli occhi e quindi non vede bene, ma viene aiutato da Ferdinand.
- Maquina, un toro pezzato senza favella proveniente da un laboratorio. È una parodia del mostro di Frankenstein.
- Una, Dos, Cuatro, tre ricci fratelli molto furbi, che aiutano Ferdinand a fuggire. Il loro fratello Tres è morto (ma nei titoli di coda si scopre che è ancora vivo). Una è la leader, Dos è quello scorbutico e permaloso (infatti si arrabbia quando qualcuno dice che non sono porcospini) e Cuatro è quello grassoccio e mite.
- Moreno, proprietario della Casa del Toro, l'allevamento in cui è nato Ferdinand.
- Greta, Hans, Klaus, un trio di cavalli snob e detestabili, che credono di essere superiori ai tori. Verranno sconfitti da quest'ultimi in una sfida di ballo. Parlano con un forte accento tedesco e sono gli antagonisti secondari del film.

## Promozione
Il film in italiano è stato originariamente pubblicizzato col titolo Il toro Ferdinando, ed è stato anticipato da due trailer ufficiali, il primo uscito a marzo 2017 e il secondo a giugno dello stesso anno.

## Distribuzione
Il film è stato distribuito nelle sale statunitensi il 15 dicembre 2017, mentre in quelle italiane il 21 dicembre, disponibile sia in 2D sia in 3D.

## Riconoscimenti
- 2018 - Premio Oscar
  - Nomination come miglior film d'animazione
- 2018 - Golden Globe
  - Nomination come Miglior film d'animazione
  - Candidatura alla migliore canzone originale per Home scritta da Nick Jonas, Justin Tranter e Nick Monson